# Marsabit
Marsabit est le chef-lieu du district de Marsabit, dans la province de la vallée du Rift au Kenya.